# Wii Play
Wii Play är ett datorspel utvecklat av Nintendo och släpptes till Wii 2006. Det är en samling av nio minispel som är helt utformade för att dra nytta av Wii-kontrollens funktioner. Spelet inkluderade en kontroll vid inköp av spelet. Miin som skapas och sparas på konsolen kan användas i detta spel som avatar eller för att spara resultat.

## Spel som ingår i samlingen
Skjutbana
Skjutbanan går ut på att spelaren med hjälp av handkontrollens positioneringsmöjligheter ska skjuta på olika sorters mål. I de olika nivåerna får man skjuta på ballonger, måltavlor, lerduvor, metallburkar och UFOn. Ibland dyker också fåglar i samma stil som i det gamla NES-spelet Duck Hunt upp.
Hitta mii
Med hjälp av pekmöjligheterna på kontrollen ska spelaren plocka ut speciella miin ur en hög med sådana. Till exempel ska man försöka hitta två likadana eller hitta den som rör sig fortast.
Bordtennis
Bordtennisen grundar sig helt och hållet på att spelaren med hjälp av kontrollen flyttar omkring racketen så att den är vid bollen. Bollen slås sedan automatiskt till andra sidan. Målet är att hålla ut så länge som möjligt. Då man spelar ensam måste man helt enkelt stå ut så länge som möjligt utan att en enda gång missa. Om man spelar två handlar det om vem som vinner ett antal omgångar först.
Låt mii posera
Med hjälp av de olika knapparna och vridningsfunktionen på handkontrollen ska spelaren passa in sin mii i en form som rör sig mot botten av skärmen.
Laserhockey
Laserhockeyn fungerar ungefär som air hockey, spelaren har en klubba som denne slår en boll med över till andra sidan och försöker få in den i ett mål. Med hjälp av handkontrollens vridningsfunktioner kan man ändra riktningen på bollen.
Biljard
Biljard går ut på en omgång 9-ball. Spelaren skjuter iväg bollen genom att dra handkontrollen mot sig och sedan trycka den ifrån sig för att få iväg bollen.
Fiske
I fisken använder spelaren handkontrollens möjlighet att röra sig i tre dimensioner, det går att röra metspöt upp, ned, till vänster, till höger samt inåt och utåt. Man håller spöt stilla och låter en fisk nappa och drar sedan upp den genom en snabb handledsrörelse.
Attack!
I attack lägger man handkontrollen på sned och styr en ko längs en bana genom att luta handkontrollen åt det håll man vill svänga. Spelet går ut på att slå ned så många kråkskrämmor som möjligt för maximala poäng.
Stridsvagnar
I detta spel styr spelaren en liten stridsvagn i trä med hjälp av styrkorset på handkontrollen eller ett nunchucktillbehör. Spelaren siktar sedan sin kanon med hjälp av positioneringsmöjligheterna i kontrollen. Det maximala antalet poäng i detta spel är 84, sedan är spelet slut och spelaren tilldelas en guldmedalj.